# 勒庫特冰川
84°42′S 170°30′W / 84.700°S 170.500°W
勒庫特冰川是南極洲的冰川，位於杜費克海岸，全長28公里，流經霍爾山和利利山脈，最終注入羅斯冰架，以新西蘭探險隊的地質學家命名。